# سامسونج جالكسي أيه 10
سامسونج جالكسي أيه 10 (بالإنجليزية: Samsung Galaxy A10) هو هاتف ذكي يعمل بنظام أندرويد، طورته شركة سامسونج للإلكترونيات، وتم إصداره في مارس 2019. جاء الهاتف مزودًا بنظام أندرويد بي مع واجهة مستخدم ون يو آي، ويتميز بذاكرة تخزين داخلية سعتها 32 جيجابايت وبطارية بسعة 3400 مللي أمبير في الساعة. يُعتبر هذا الهاتف خليفة لكل من سامسونج جالكسي إس 4 وJ4+، وهو السلف لهاتف جالكسي A11.

## خصائص الهاتف
يحتوي هاتف سامسونج جالكسي أيه 10 على شاشة Infinity-V عالية الدقة مقاس 6.2 بوصة بدقة 720 × 1520 بكسل. يبلغ قياس الهاتف 155.6 مم × 75.6 مم × 7.9 مم، ويزن 168 جرامًا.
يعمل الهاتف بمعالج ثماني النواة يتكون من نواتين بتردد 1.6 جيجاهرتز من نوع Cortex-A73 وست نوى بتردد 1.35 جيجاهرتز من نوع Cortex-A53، بالإضافة إلى وحدة معالجة رسومية Mali-G71 MP2.
يأتي الهاتف مع سعة تخزين داخلية قدرها 32 جيجابايت، قابلة للتوسيع حتى 512 جيجابايت عبر بطاقة مايكرو إس دي، وذاكرة وصول عشوائي سعتها 2 جيجابايت. كما يحتوي على بطارية غير قابلة للإزالة بسعة 3400 مللي أمبير في الساعة.

### برمجة
تم إطلاق هاتف بنظام أندرويد بي مع واجهة المستخدم ون يو آي من سامسونج. في مايو 2020، حصل الهاتف على تحديث لنظام أندرويد 10 مع واجهة المستخدم One UI 2. ثم في أغسطس 2021، تمت ترقيته إلى نظام أندرويد 11 مع واجهة المستخدم One UI 3.

## أنظر أيضاً
- سامسونج جالكسي
- سامسونج جالكسي أي 9
- سامسونج جالكسي إيه 80
- سامسونج جالكسي فئة ايه
- سامسونج جالكسي ألفا